# Gran Premio d'Azerbaigian 2023
Il Gran Premio d'Azerbaigian 2023 è stata la quarta prova della stagione 2023 del campionato mondiale di Formula 1. La gara si è svolta domenica 30 aprile sul circuito stradale di Baku ed è stata vinta dal messicano Sergio Pérez su Red Bull Racing-Honda RBPT, al sesto successo in carriera; Pérez ha preceduto all'arrivo il compagno di squadra, l'olandese Max Verstappen, e il monegasco Charles Leclerc su Ferrari.
Il Gran Premio è stato il primo della storia della Formula 1 oggetto di un cambio di formato per quei Gran Premi dove è prevista la disputa della Sprint, prevedendo una sessione di qualifica denominata "Sprint Shootout" volta a definire la griglia di partenza della gara breve.

## Vigilia

### Aspetti tecnici
Per questo Gran Premio la Pirelli, fornitore unico degli pneumatici, offre la scelta tra gomme di mescola C3, C4 e C5, la tipologia di mescole più morbide che caratterizzano l'intera gamma messa a disposizione dall'azienda fornitrice degli pneumatici per il campionato, per la prima volta in stagione. Per la terza edizione consecutiva del Gran Premio, la casa italiana nomina la stessa tipologia. Allo stesso tempo vengono scelte le mescole per i successivi Gran Premi di Miami, Emilia-Romagna, Monaco e Spagna.
La Federazione stabilisce le due consuete zone dove i piloti possono attivare il Drag Reduction System: la prima zona è stabilita sul lungo rettilineo principale dei box, con punto di determinazione del distacco dei piloti fissato alla curva 20, mentre la seconda zona nel tratto compreso tra la curva 2 e la curva 3, con detection point posto prima della seconda curva.
La Federazione ha anche analizzato le zone del DRS durante il 2022, introducendo cambiamenti per il 2023 al fine di facilitare i sorpassi o renderli più difficili in alcuni circuiti in cui si riteneva che la zona in cui utilizzare il dispositivo mobile fosse troppo facile o difficile al fine di effettuare un sorpasso. Il circuito di Baku è uno dei tracciati oggetto di queste modifiche. Il punto di attivazione del dispositivo mobile lungo il rettilineo dei box viene spostato 100 metri più avanti e posizionato 447 metri dopo la curva 20.
Rispetto all'edizione del 2022, viene introdotto un nuovo accesso per i veicoli sul lato sinistro all'entrata della corsia dei box e due nuovi accessi sul lato sinistro all'uscita della pit lane. Il cancello per l'accesso dei veicoli sul lato destro all'uscita della corsia dei box è stato sostituito, mentre l'apertura per l'accesso dei veicoli alla curva 14 sul lato destro è stata sostituita con cancello in acciaio. Alla curva 11 sull'apice destro è stato inserito un muro in cemento curvo. Dalla curva 16 alla curva 13 è stata inserita nuova pavimentazione in asfalto. Il pannello luminoso numero 1 posto sulla destra sul rettilineo del traguardo viene leggermente installato più indietro, così come il pannello luminoso numero 20, posto sulla destra tra la curva 19 e la curva 20. Il pannello luminoso numero 17 viene spostato più indietro, venendo installato sulla destra prima della curva 16.
La Federazione rende noto che al termine della gara del precedente Gran Premio d'Australia, tra le prime dieci vetture classificate è stata sorteggiata la Red Bull di Max Verstappen per le verifiche tecniche. Le ispezioni hanno riguardato i componenti delle sospensioni anteriori e posteriori, i componenti delle sospensioni interne anteriori e posteriori, tutti gli ammortizzatori anteriori e posteriori e tutti i sensori. Tutti i componenti ispezionati sono risultati essere conformi al regolamento tecnico.
Prima dell'inizio della sessione di prove libere, il cordolo sul lato sinistro della curva 1 è stato rimosso e sostituito da uno verniciato, mentre quello sul lato sinistro della curva 2 è stato anch'esso rimosso, con i muri che sono stati riallineati. Sulla vettura di Esteban Ocon, Fernando Alonso, Kevin Magnussen, Nico Hülkenberg, Alexander Albon e Logan Sargeant viene installata la seconda scatola del cambio e la seconda trasmissione. Tutti i piloti non sono penalizzati sulla griglia di partenza in quanto i nuovi componenti installati rientrano tra quelli utilizzabili nel numero massimo stabilito dal regolamento tecnico.
Sulla vettura di George Russell, Lewis Hamilton, Oscar Piastri, Lance Stroll, Alonso, Yuki Tsunoda, Albon e Sargeant viene installata la seconda unità relativa al motore a combustione interna. Sulla vettura di Charles Leclerc, Carlos Sainz Jr., Russell, Hamilton, Piastri, Stroll, Alonso, Magnussen, Hülkenberg, Tsunoda, Albon e Sargeant viene installata la seconda unità relativa al turbocompressore. Sulla vettura di Sainz Jr., Russell, Hamilton, Piastri, Stroll, Alonso, Magnussen, Hülkenberg, Tsunoda, Albon e Sargeant viene installata la seconda unità relativa all'MGU-H. Sulla vettura di Russell, Hamilton, Piastri, Stroll, Alonso, Hülkenberg, Tsunoda, Albon e Sargeant viene installata la seconda unità relativa all'MGU-K. Sulla vettura di Max Verstappen, Sergio Pérez, Leclerc, Sainz Jr., Ocon, Pierre Gasly, Zhou Guanyu, Hülkenberg e Tsunoda viene installata la seconda unità relativa all'impianto di scarico e sulla vettura di Russell, Hamilton, Piastri, Stroll, Alonso, Albon e Sargeant la terza unità. Tutti i piloti non sono penalizzati sulla griglia di partenza in quanto i nuovi componenti installati rientrano tra quelli utilizzabili nel numero massimo stabilito dal regolamento tecnico.

### Aspetti sportivi
Il Gran Premio rappresenta il quarto appuntamento stagionale a distanza di quattro settimane dalla disputa del Gran Premio d'Australia, terza gara del campionato. Dopo la disputa della prova nell'emisfero australe, il mondiale si sposta tra l'Europa orientale e l'Asia occidentale. Il Gran Premio d'Azerbaigian è la seconda e ultima prova calendarizzata nel mese di aprile, nonché la terza volta, dopo l'edizione del 2018 e del 2019, che il Gran Premio viene disputato in questo mese. Rispetto all'ultima edizione del 2022 corsa nel mese di giugno, la Federazione sposta l'appuntamento in aprile. Per il terzo weekend di gara consecutivo, il campionato disputa un appuntamento sulla tipologia di tracciato cittadino. Il Gran Premio segue uno stacco della durata di quattro settimane dopo la precedente gara, il Gran Premio d'Australia. Alla stipulazione del calendario, tra queste due gare sarebbe dovuto andare in scena il ritorno del Gran Premio di Cina per la prima volta dal campionato 2019, prima che fosse annullato per il quarto anno consecutivo a causa delle problematiche dettate dalla pandemia di COVID-19. Il contratto per la disputa della gara nel calendario mondiale, sempre sul circuito di Baku, è valevole fino alla stagione 2026, il quale rinnovo viene ufficializzato alla vigilia della gara. Per la terza edizione consecutiva e quinta complessiva, il Gran Premio non presenta una sponsorizzazione nella denominazione ufficiale, come già accaduto nelle edizioni del 2017, 2018, 2021 e 2022. L'unica edizione del 2019 fu sponsorizzata dalla società locale SOCAR, produttrice di petrolio e gas naturale.
Presente nel calendario del campionato mondiale di Formula 1 fin dalla stagione 2017, il Gran Premio d'Azerbaigian vede la sua disputa della sesta edizione. Il Gran Premio è sempre stato corso sul circuito di Baku, capitale del Paese. Il circuito è lungo 6 003 metri, il quarto per lunghezza dopo quelli di Spa-Francorchamps, sede del Gran Premio del Belgio, Gedda, sede del Gran Premio d'Arabia Saudita, e Las Vegas, sede del Gran Premio omonimo. Il tracciato fu sede anche dell'ultima edizione del Gran Premio d'Europa corsa nel 2016. Gli organizzatori del Gran Premio, già al termine della stessa stagione, chiesero alla Federazione di potere modificare la denominazione della gara su questa pista in Gran Premio d'Azerbaigian, a partire dal 2017, richiesta poi concessa dall'organo mondiale dell'automobilismo, sostituendo quindi la vecchia denominazione. Il Gran Premio d'Azerbaigian non è stato corso nella stagione 2020. L'edizione fu annullata a causa delle problematiche dettate dalla pandemia di COVID-19 e per le tempistiche della realizzazione del circuito in tempi brevi, insieme ad altri numerosi Gran Premi. Nel corso del campionato 2021, gli organizzatori del Gran Premio aprirono all'idea di ospitare una delle Sprint della stagione, poi non concretizzatasi.
Il Gran Premio d'Azerbaigian viene scelto, per la prima volta, come il primo evento, su sei in programma per questo campionato, dove il weekend di gara è caratterizzato dal format della Sprint, una gara di 100 km con scelta libera a livello di mescole di gomme e senza necessità di effettuare pit stop il cui risultato attribuisce punti validi per la classifica piloti e costruttori ai primi 8 classificati. La Federazione, Liberty Media e i team raggiungono un accordo per il numero dei Gran Premi dove utilizzare il format Sprint, sperimentato nel 2021 e confermato nel 2022, entrambi con tre appuntamenti. Da quest'anno invece il numero degli eventi in cui di nuovo è presente la Sprint viene aumentato a sei. I Gran Premi ad ospitare il format della Sprint sono: il Gran Premio di Azerbaigian, Austria, Belgio, Qatar, Stati Uniti d'America e San Paolo. Inoltre un incidente che avviene durante una Sprint è ora di un importo fisso per squadra: 300 000 dollari, raddoppiato rispetto all'anno scorso. In ogni Sprint viene introdotta una novità riguardo l'utilizzo del Drag Reduction System dopo la partenza o dopo la ripartenza in caso di safety car: si potrà utilizzare l'ala posteriore mobile dopo un solo giro e non due come avvenuto fin'ora. Se la sperimentazione andrà a buon fine la novità sarà introdotta a pieno regime anche nelle gare domenicali a partire dal 2024. Le restrizioni riguardo al parco chiuso durante un weekend nel quale si disputa la Sprint vengono alleggerite dando una maggiore libertà di movimento riguardo ai pezzi danneggiati. Le norme si applicheranno dalla qualifica del venerdì fino alla gara della domenica.
Il sistema di punteggio da attribuire durante la Sprint, sempre valevole per le classifiche piloti e costruttori, non viene modificato rispetto al 2022, comprendendo sempre i primi otto classificati, i quali nell'ordine ricevono 8, 7, 6, 5, 4, 3, 2 e 1 punto. Nella riunione della F1 Commission alla vigilia della gara, si discute dell'idea di un cambio di format per i Gran Premi dove viene effettuata la Sprint, da adottare in questo appuntamento dove è oggetto la prima delle sei Sprint del campionato. Il format viene ratificato e consiste al primo pomeriggio di venerdì della disputa di un'unica sessione di prove libere, seguita dalle qualifiche che si disputano al tardi pomeriggio, cui stabilisce la griglia di partenza della gara; al sabato mattina è prevista una nuova sessione di qualifica denominata "Sprint Shootout" che determina la griglia di partenza della Sprint corsa al pomeriggio, contraddistinta da una distanza di gara di 17 giri per questo evento o massimo 60 minuti secondo regolamento; la gara è programmata come di consueto la domenica pomeriggio. La nuova qualifica del sabato, introdotta in sostituzione della precedente seconda sessione di libere, prevede lo stesso svolgimento delle tradizionali qualifiche, ma con un tempo ridotto: la SQ1 prevede una durata di 12 minuti, la SQ2 di 10 e la SQ3 di 8. Tra ogni fase è prevista una pausa di sette minuti. Per ogni segmento, i piloti sono obbligati a montare le gomme medie in SQ1 e SQ2, e le gomme morbide in SQ3.
Nella riunione della F1 Commission alla vigilia della gara, vengono deliberate nuove norme sul tetto di spesa relativo al budget cap; vengono previste esenzioni per progetti di sostenibilità e iniziative quali donazioni a enti di beneficenza impegnati nella promozione di progetti di sostenibilità ambientale non saranno conteggiati nel tetto di spesa. Inoltre è stato deciso di aumentare da tre a quattro il numero di elementi utilizzabili del motore a combustione interna, del turbocompressore, della MGU-H e della MGU-K. La norma è valida solamente per questa stagione.
La scuderia britannica Williams nomina Paul Asencio quale nuovo Chief Revenue Officer. Il nuovo arrivato si occuperà delle operazioni commerciali e di marketing del team. Il costruttore promuove il britannico Luke Browning quale nuovo pilota della Williams Driver Academy. La Ferrari annuncia Francesca Montini quale nuova responsabile di definire e guidare la strategia di comunicazione a livello globale, in sostituzione di Charlie Turner, che lascia la scuderia di Maranello. La McLaren ufficializza un nuovo programma di sostegno ai giovani talenti, che sarà diretto dall'ex pilota Emanuele Pirro. La scuderia tedesca Mercedes rende noto lo scambio di ruoli di James Allison e Mike Elliott all'interno del team. Allison lascia dopo poco più di un anno il ruolo di Chief Technical Officer per assumere quello di direttore tecnico, assunto in precedenza da Elliott. La scuderia francese Alpine riceve l’accreditamento ambientale della Federazione a tre stelle per le sue iniziative volte alla tutela dell'ambiente. L'AlphaTauri annuncia che nella prossima stagione il direttore sportivo della Ferrari, Laurent Mekies, si trasferirà alla scuderia di Faenza per diventare il nuovo team principal, prendendo il posto di Franz Tost, il quale passerà al ruolo di consulente. Il nuovo CEO della squadra sarà Peter Bayer, ex segretario generale della Federazione per gli sport automobilistici.
L'ex pilota di Formula 1 Enrique Bernoldi è nominato commissario aggiunto. Il brasiliano ha svolto in passato, in diverse occasioni, tale funzione, l'ultima nel precedente Gran Premio d'Australia. È la casa automobilistica tedesca Mercedes, come nella gara precedente, a fornire la safety car e la medical car.

## Prove

### Resoconto
Max Verstappen ottiene la migliore prestazione, nell'unica sessione di prove libere prevista. L'olandese fa segnare un tempo di tre secondi più basso, di quello migliore della prima sessione dell'edizione 2022. La sessione è stata monopolizzata da Red Bull Racing e Ferrari. A meno di un decimo da Verstappen si è piazzato Charles Leclerc, che ha preceduto i due compagni di team della coppia di testa: Sergio Pérez e Carlos Sainz Jr.. Alle spalle dei primi quattro si è issato Lando Norris. Non hanno provato il tempo con gomme morbide né le Aston Martin, né le Mercedes. La sessione è stata interrotta dopo un quarto d'ora per permettere il recupero dell'Alpine di Pierre Gasly, a cui è andato a fuoco il propulsore della sua monoposto. La scuderia ha poi deciso, per motivi precauzionali, di fermare anche il compagno di scuderia Ocon. Sulla Haas di Kevin Magnussen si sono verificati dei problemi idraulici, che hanno anche costretto il pilota a un errore di guida. Logan Sargeant ha subito il cedimento dell'ala anteriore sul rettilineo principale, ma è stato capace di governare la sua vettura.

### Risultati
Nella sessione di prove libere si è avuta questa situazione:
| Pos | Nº | Pilota          | Costruttore                | Tempo    | Gap    | Giri |
| --- | -- | --------------- | -------------------------- | -------- | ------ | ---- |
| 1   | 1  | Max Verstappen  | Red Bull Racing-Honda RBPT | 1'42"315 |        | 22   |
| 2   | 16 | Charles Leclerc | Ferrari                    | 1'42"352 | +0"037 | 21   |
| 3   | 11 | Sergio Pérez    | Red Bull Racing-Honda RBPT | 1'42"454 | +0"139 | 22   |

## Qualifiche

### Resoconto
Prima delle qualifiche, sulla vettura di Pierre Gasly viene installata la seconda unità relativa al motore a combustione interna, al turbocompressore, all'MGU-H e all'MGU-K, e la terza unità relativa all'impianto di scarico, insieme alla seconda scatola del cambio e alla seconda trasmissione. Il pilota francese dell'Alpine non è penalizzato sulla griglia di partenza in quanto i nuovi componenti installati rientrano tra quelli utilizzabili nel numero massimo stabilito dal regolamento tecnico.
Lewis Hamilton fa segnare il primo tempo di riferimento, 1'43"676, sei decimi più rapido di Nico Hülkenberg. Esteban Ocon sale secondo, prima che Russell s'intercali tra i primi due. Sale in vetta Alexander Albon, battuto da Valtteri Bottas, a sua volta preceduto da Piastri. Il tempo dell'australiano è migliorato dal compagno di scuderia Norris. Pérez non è capace di battere il tempo del britannico, come fanno, invece, Leclerc, e Verstappen (1'41"887). Quando mancano poco più di dieci minuti al termine della Q1, Nyck de Vries termina contro le barriere alla curva 3. La vettura non può più muoversi, e la direzione di gara è costretta a interrompere la sessione con bandiera rossa. Dopo qualche minuto, necessario per rimuovere la vettura, la sessione può riprendere, per interrompersi quasi subito. Sempre nello stesso punto, quando mancano sette minuti e mezzo alla fine della Q1, Pierre Gasly termina contro il muro: anche questo caso la necessità di liberare la pista dalla vettura incidentata costringe ad interrompere le qualifiche con bandiera rossa. Nel frattempo Sainz Jr. era stato autore di un testacoda, alla prima staccata. Albon sale terzo, mentre Logan Sargeant sesto, poco prima che Pérez s'inserisca al comando, con 1'41"756. Hamilton sale quarto, mentre Verstappen torna di nuovo in vetta (1'41"398). Per problemi tecnici la Haas richiama ai box Kevin Magnussen. Sainz Jr., che non aveva ancora tempi sufficienti per la qualificazione alla sessione seguente, risale settimo, prima di essere preceduto dal connazionale Alonso. Negli ultimi minuti tutti i piloti, ad eccezione di Verstappen, riprendono la pista per migliorare la prestazione. Si conferma la competitività delle Williams: Albon mantiene il sesto tempo, e Sargeant rimonta subito alle spalle del compagno di team. Russell sale quarto, Tsunoda ottavo, battuto da Sainz Jr.. Hamilton sfiora il muro, ma senza danni per la vettura. Si migliorano anche Oscar Piastri e Alonso, con lo spagnolo che è secondo. Leclerc fa anche meglio, e si prende la prima posizione. Gli eliminati sono Zhou, Hülkenberg, Magnussen, Gasly e De Vries.
Alonso apre la Q2 con 1'41"400, precedendo Lance Stroll, prima che Ocon si ponga fra i due dell'Aston Martin. Pérez sale in vetta, con 1'41"131, e nemmeno Verstappen sarà capace, in questo tentativo, di battere il messicano. Sainz Jr., con problemi agli pneumatici, deve abortire il primo giro rapido, mentre Leclerc è terzo, a meno di un decimo da Pérez. Fernando Alonso migliora, ma è sempre quarto, giusto davanti Stroll. Risale settimo Yuki Tsunoda, mentre Sainz Jr. è quinto. Si migliora Albon prima che Leclerc vada al comando, con 1'41"037. Norris e Hamilton sono nei primi dieci, a differenza di Bottas e Piastri; George Russell è nono. Sainz Jr. va lungo, nella via di fuga della curva 3, ma può continuare le qualifiche. Abbatte il muro del minuto e 41 secondi Verstappen. Norris si piazza quinto, meglio di Piastri che è ottavo, mentre Tsunoda, col settimo tempo, si piazza tra i piloti che accederanno alla fase finale. Russell deve rinunciare all'ultimo giro veloce, e viene eliminato. Assieme al pilota della Mercedes, non accedono alla sessione finale Esteban Ocon, Albon, Bottas e Sargeant.
In Q3 Pérez coglie subito 1'40"563, battuto subito da Verstappen (1'40"445). Poco dopo Leclerc chiude il giro con lo stesso tempo, al millesimo, del campione del mondo. Il monegasco è stato più veloce nella prima parte del tracciato. Sainz Jr. è quarto, staccato di mezzo secondo dalla vetta. Alle spalle del ferrarista si piazza Lewis Hamilton, davanti a Norris, Tsunoda e Alonso. Stroll e Piastri decidono di entrare in pista dopo che gli altri piloti hanno completato il loro primo tentativo: il canadese, con problemi al DRS, è settimo, mentre il pilota della McLaren è decimo. Leclerc, nel suo secondo giro veloce, coglie la migliore prestazione nel primo settore, ma battuto poi da Pérez, e nel secondo, e chiude con 1'40"203. Il tempo del monegasco non sarà migliorato dal duo della Red Bull Racing, che così coglie la pole position. La seconda fila è completata da Sainz Jr., mentre la terza è composta da Hamilton e Alonso.
Per Leclerc è la diciannovesima pole position in carriera, la prima della stagione, per la prima volta dal Gran Premio di Singapore 2022, nonché la terza consecutiva sul circuito di Baku. Il monegasco stabilisce tre partenze in prima piazza sulla stessa pista per la prima volta in carriera. Per la Ferrari, alla quarta pole position nel Gran Premio d'Azerbaigian, è la duecentoquarantatreesima partenza al palo nella storia della categoria, la prima dal Gran Premio di Singapore 2022 proprio con Leclerc, terminando una striscia di tre pole position consecutive in stagione della Red Bull Racing. Vestappen è classificato secondo, con il team di Milton Keynes mai davanti a tutti in qualifica sul circuito di Baku, mentre la Ferrari mai vittoriosa. Per l'olandese è anche la prima partenza in prima fila a Baku. Con Pérez terzo le due Red Bull Racing occupano le prime tre posizioni per la prima volta dal Gran Premio del Bahrein, gara inaugurale della stagione. La terza posizione è da dove Verstappen vinse la corsa nell'edizione del 2022. Sainz Jr. è quarto, il quale testimonia che l'ordine in griglia di partenza è occupato da una vettura Ferrari, poi da due vetture Red Bull Racing e da un'altra Ferrari per il secondo anno di fila. Hamilton è quinto, facendo meglio del compagno di scuderia Russell in qualifica per la prima volta in campionato. L'inglese ha solamente vinto una volta partendo dalla quinta posizione, nel Gran Premio di Singapore 2017. Alonso è sesto nella sua peggior qualifica dell'anno, mentre Norris, settimo, è qualificato in Q3 per la prima volta in stagione. Anche per Tsunoda, oltre che per l'AlphaTauri, l'ottava posizione rappresenta la prima apparizione in Q3 in campionato. In tre partecipazioni, il giapponese non si è mai qualificato oltre l'ottava piazza sul circuito azero. Stroll è nono per il suo miglior risultato in qualifica dall'edizione del 2017 dove terminò sul podio. Con Piastri decimo entrambe le McLaren sono presenti in Q3 per la prima volta in stagione. Russell è undicesimo, mancando l'accesso al Q3 per soli 0"004. La tredicesima posizione di Albon è il miglior risultato in qualifica della Williams dall'edizione del 2018, mentre Sargeant, quindicesimo, diventa il primo pilota statunitense a raggiungere il Q2 dalla stessa posizione di Scott Speed alla guida della Toro Rosso nel Gran Premio di Gran Bretagna 2007. Entrambe le Williams riescono ad accedere al Q2 per la prima volta dal Gran Premio di Russia 2021. Bottas, quattordicesimo, testimonia che l'Alfa Romeo è l'unica squadra senza un'apparizione in Q3 nel campionato. Zhou, sedicesimo, non entra in Q2 per soli 0"020. Con Hülkenberg diciassettesimo e Magnussen diciottesimo entrambe le Haas sono eliminate in Q1 per la prima volta dal Gran Premio degli Stati Uniti d'America 2022. Il danese è stato battuto in qualifica da un compagno di squadra sul circuito di Baku per la prima volta, alla sesta apparizione. Gasly, diciannovesimo, è eliminato in Q1 come nel Gran Premio del Bahrein, mentre per De Vries è la terza eliminazione in Q1 in quattro Gran Premi. L'incidente dell'olandese è stato identico a quello del suo compagno di squadra Tsunoda nelle qualifiche dell'edizione del 2021. De Vries non ottiene tempi validi in Q1 entro il tempo limite del 107%, ma viene autorizzato alla partenza da parte dei commissari. Stroll e Piastri registrano lo stesso tempo in Q3. Stroll è qualificato prima di Piastri in quanto registra il tempo per primo. Leclerc ha condotto un giro in testa in ognuna delle sue ultime due partenze dalla pole position su questa pista. Il tempo della pole position del monegasco di 1'40"203 rappresenta il rilievo cronometrico più rapido sul circuito di Baku. Il precedente record di 1'40"495 fu appannaggio di Bottas, stabilito sempre nelle qualifiche, durante l'edizione del 2019.
È stato cancellato un tempo dai commissari sportivi per l'esposizione delle doppie bandiere gialle, durante le qualifiche. Se l'è visto cancellare Valtteri Bottas alla curva 3. Al termine delle qualifiche, il direttore di gara, il tedesco Niels Wittich, comunica che la riunione dei piloti inizia alle ore 20:00 nella sala delle conferenze stampa.

### Risultati
Nella sessione di qualifica si è avuta questa situazione:
| Pos                         | Nº | Pilota           | Costruttore                  | Q1       | Q2       | Q3       | Griglia |
| --------------------------- | -- | ---------------- | ---------------------------- | -------- | -------- | -------- | ------- |
| 1                           | 16 | Charles Leclerc  | Ferrari                      | 1'41"269 | 1'41"037 | 1'40"203 | 1       |
| 2                           | 1  | Max Verstappen   | Red Bull Racing-Honda RBPT   | 1'41"398 | 1'40"822 | 1'40"391 | 2       |
| 3                           | 11 | Sergio Pérez     | Red Bull Racing-Honda RBPT   | 1'41"756 | 1'41"131 | 1'40"495 | 3       |
| 4                           | 55 | Carlos Sainz Jr. | Ferrari                      | 1'42"197 | 1'41"369 | 1'41"016 | 4       |
| 5                           | 44 | Lewis Hamilton   | Mercedes                     | 1'42"113 | 1'41"650 | 1'41"177 | 5       |
| 6                           | 14 | Fernando Alonso  | Aston Martin Aramco-Mercedes | 1'41"720 | 1'41"370 | 1'41"253 | 6       |
| 7                           | 4  | Lando Norris     | McLaren-Mercedes             | 1'42"154 | 1'41"485 | 1'41"281 | 7       |
| 8                           | 22 | Yuki Tsunoda     | AlphaTauri-Honda RBPT        | 1'42"234 | 1'41"569 | 1'41"581 | 8       |
| 9                           | 18 | Lance Stroll     | Aston Martin Aramco-Mercedes | 1'42"524 | 1'41"576 | 1'41"611 | 9       |
| 10                          | 81 | Oscar Piastri    | McLaren-Mercedes             | 1'42"455 | 1'41"636 | 1'41"611 | 10      |
| 11                          | 63 | George Russell   | Mercedes                     | 1'42"073 | 1'41"654 | N.D.     | 11      |
| 12                          | 31 | Esteban Ocon     | Alpine-Renault               | 1'42"622 | 1'41"798 | N.D.     | PL      |
| 13                          | 23 | Alexander Albon  | Williams-Mercedes            | 1'42"171 | 1'41"818 | N.D.     | 12      |
| 14                          | 77 | Valtteri Bottas  | Alfa Romeo-Ferrari           | 1'42"582 | 1'42"259 | N.D.     | 13      |
| 15                          | 2  | Logan Sargeant   | Williams-Mercedes            | 1'42"242 | 1'42"395 | N.D.     | 14      |
| 16                          | 24 | Zhou Guanyu      | Alfa Romeo-Ferrari           | 1'42"642 | N.D.     | N.D.     | 15      |
| 17                          | 27 | Nico Hülkenberg  | Haas-Ferrari                 | 1'42"755 | N.D.     | N.D.     | PL      |
| 18                          | 20 | Kevin Magnussen  | Haas-Ferrari                 | 1'43"417 | N.D.     | N.D.     | 16      |
| 19                          | 10 | Pierre Gasly     | Alpine-Renault               | 1'44"853 | N.D.     | N.D.     | 17      |
| Tempo limite 107%: 1'48"357 |    |                  |                              |          |          |          |         |
| NQ                          | 21 | Nyck de Vries    | AlphaTauri-Honda RBPT        | 1'55"282 | N.D.     | N.D.     | 18      |

In grassetto sono indicate le migliori prestazioni in Q1, Q2 e Q3.

## Sprint Shootout

### Resoconto
Prima della Sprint Shootout, sulla vettura di Carlos Sainz Jr. viene installata la seconda unità relativa all'MGU-K, e sulla vettura di Lando Norris la seconda unità relativa al sistema di recupero dell'energia e all'unità di controllo elettronico. Entrambi i piloti non sono penalizzati sulla griglia di partenza in quanto i nuovi componenti installati rientrano tra quelli utilizzabili nel numero massimo stabilito dal regolamento tecnico. Sulla vettura di Pierre Gasly viene installata la terza scatola del cambio e la terza trasmissione. Il pilota francese dell'Alpine non è penalizzato sulla griglia di partenza in quanto i nuovi componenti installati rientrano tra quelli utilizzabili nel numero massimo stabilito dal regolamento tecnico.
Alexander Albon segna il primo tempo di riferimento, in 1'45"472, battuto da Sargeant e poi da Kevin Magnussen, e infine da Hamilton. Russell opta per due giri di riscaldamento, e chiude nono. La stessa strategia è seguita dalla coppia dell'Aston Martin. Sergio Pérez fa segnare 1'44"524, prima che Verstappen (1'43"563) e poi Leclerc (1'43"372) si contendono la vetta della classifica. Anche Sainz Jr. fa meglio del messicano, terzo, ma a oltre un secondo dal tempo del compagno di scuderia. Lance Stroll scala terzo, proprio davanti ad Alonso, quarto. Anche le Williams dimostrano competitività: Albon e Sargeant sono ora terzi e quarti. Scala quinto Kevin Magnussen, mentre fa meglio Hamilton, secondo. Leclerc si migliora con 1'42"820, così come Max Verstappen, che è distante quattro decimi dal monegasco. Sainz Jr. rimonta quarto, davanti a Russell, quinto, che precede Pérez e Norris. La sessione è interrotta a pochi secondi dal termine dopo che Logan Sargeant ha colpito il muro nella discesa alla curva 15. Non c'è più tempo per riprendere la qualifica. Sono eliminati Zhou, Bottas, Tsunoda, Gasly e De Vries.
In SQ2 Pérez segna il tempo di riferimento, subito migliorato da Verstappen (1'42"417). Hamilton è staccato di sette decimi, mentre Russell si piazza a 1"7. Nico Hülkenberg fa un errore nel suo primo tentativo, ed evita di poco le barriere. Leclerc chiude il suo giro, ma non riesce a battere ancora il tempo di Verstappen. Alonso prende la quarta piazza, Lando Norris la settima, Stroll l'ottava, mentre Albon è nono. Russell rimonta settimo, mentre Magnussen, pur migliorando, resta al di fuori dai primi dieci. Anche Esteban Ocon non ha un tempo sufficiente per entrare nella fase decisiva. Leclerc migliora ancora, ma resta ancora di poco più lento di Verstappen. Negli ultimi istanti entrano tra i qualificati Russell e Stroll, mentre restano al di fuori della SQ3 Piastri, Hülkenberg, Ocon, Magnussen e Sargeant, che non ha preso parte alla SQ2. In SQ3 Norris non potrà registrare alcun tempo in quanto la McLaren, per privilegiare la qualifica per la gara, ha consumato tutte le gomme soft, non avendo più treni di gomme disponibili per il pilota britannico, obbligatori per questa fase.
Nella fase finale Pérez chiude il primo tentativo in 1'41"876. Verstappen, questa volta, non è capace di fare meglio del messicano, chiudendo a due decimi. Albon è subito alle spalle del duo della Red Bull Racing, prima di essere battuto dai due piloti della Mercedes. Leclerc è capace di scalare in vetta, mentre Sainz Jr. è quarto. Pérez, col secondo giro veloce, non si migliora nel primo settore, a differenza di Hamilton, che resta pur a quattro decimi dal tempo migliore in assoluto. Anche Verstappen non si migliora nella prima parte del tracciato. Poco dopo Leclerc sbatte contro il muro. Né Pérez né Verstappen saranno però capaci di battere il primo tempo colto dal ferrarista, che così conquista la prima posizione in griglia della Sprint. Leclerc ottiene la prima piazza per la seconda volta consecutiva nello stesso weekend, dopo aver preso la pole position nelle qualifiche.
Sono stati cancellati sei tempi dai commissari sportivi per l'esposizione delle doppie bandiere gialle, durante la Sprint Shootout. Si sono visti cancellare il tempo due volte Fernando Alonso e Lance Stroll, una volta Esteban Ocon e Valtteri Bottas, tutti alla curva 3.

### Risultati
Nella sessione della Sprint Shootout si è avuta questa situazione:
| Pos                         | Nº | Pilota           | Costruttore                  | SQ1      | SQ2         | SQ3         | Griglia |
| --------------------------- | -- | ---------------- | ---------------------------- | -------- | ----------- | ----------- | ------- |
| 1                           | 16 | Charles Leclerc  | Ferrari                      | 1'42"820 | 1'42"500    | 1'41"697    | 1       |
| 2                           | 11 | Sergio Pérez     | Red Bull Racing-Honda RBPT   | 1'43"858 | 1'42"925    | 1'41"844    | 2       |
| 3                           | 1  | Max Verstappen   | Red Bull Racing-Honda RBPT   | 1'43"288 | 1'42"417    | 1'41"987    | 3       |
| 4                           | 63 | George Russell   | Mercedes                     | 1'43"763 | 1'43"112    | 1'42"252    | 4       |
| 5                           | 55 | Carlos Sainz Jr. | Ferrari                      | 1'43"622 | 1'42"909    | 1'42"287    | 5       |
| 6                           | 44 | Lewis Hamilton   | Mercedes                     | 1'43"561 | 1'43"061    | 1'42"502    | 6       |
| 7                           | 23 | Alexander Albon  | Williams-Mercedes            | 1'43"987 | 1'43"376    | 1'42"846    | 7       |
| 8                           | 14 | Fernando Alonso  | Aston Martin Aramco-Mercedes | 1'43"789 | 1'42"976    | 1'43"010    | 8       |
| 9                           | 18 | Lance Stroll     | Aston Martin Aramco-Mercedes | 1'43"879 | 1'43"375    | 1'43"064    | 9       |
| 10                          | 4  | Lando Norris     | McLaren-Mercedes             | 1'43"938 | 1'43"395    | senza tempo | 10      |
| 11                          | 81 | Oscar Piastri    | McLaren-Mercedes             | 1'44"179 | 1'43"427    | N.D.        | 11      |
| 12                          | 27 | Nico Hülkenberg  | Haas-Ferrari                 | 1'44"843 | 1'43"806    | N.D.        | 12      |
| 13                          | 31 | Esteban Ocon     | Alpine-Renault               | 1'44"433 | 1'44"088    | N.D.        | PL      |
| 14                          | 20 | Kevin Magnussen  | Haas-Ferrari                 | 1'44"101 | 1'44"332    | N.D.        | 13      |
| 15                          | 2  | Logan Sargeant   | Williams-Mercedes            | 1'44"042 | senza tempo | N.D.        | –       |
| 16                          | 24 | Zhou Guanyu      | Alfa Romeo-Ferrari           | 1'45"177 | N.D.        | N.D.        | 14      |
| 17                          | 77 | Valtteri Bottas  | Alfa Romeo-Ferrari           | 1'45"352 | N.D.        | N.D.        | 15      |
| 18                          | 22 | Yuki Tsunoda     | AlphaTauri-Honda RBPT        | 1'45"436 | N.D.        | N.D.        | 16      |
| 19                          | 10 | Pierre Gasly     | Alpine-Renault               | 1'46"951 | N.D.        | N.D.        | 17      |
| 20                          | 21 | Nyck de Vries    | AlphaTauri-Honda RBPT        | 1'48"180 | N.D.        | N.D.        | 18      |
| Tempo limite 107%: 1'48"617 |    |                  |                              |          |             |             |         |

In grassetto sono indicate le migliori prestazioni in SQ1, SQ2 e SQ3.

## Sprint

### Resoconto
Il pilota francese dell'Alpine, Esteban Ocon, parte dalla pit lane a causa della modifica al setup delle sospensioni con la vettura sotto il regime di parco chiuso. Il pilota statunitense della Williams, Logan Sargeant, non partecipa alla Sprint in quanto la sua vettura non viene riparata in tempo dai meccanici della Williams dopo l'incidente nella Sprint Shootout.
Al via Charles Leclerc parte bene e tiene la testa, mentre Max Verstappen ha un lungo duello con George Russell, con le due monoposto che vanno anche a contatto. Dietro Alonso passa Albon e Norris Stroll. Yuki Tsunoda colpisce le barriere, perdendo anche la carcassa di uno pneumatico, che resta in pista. La direzione di gara è costretta a inviare in pista la vettura di sicurezza. Il giapponese riesce a rientrare ai box e a ripartire, ma la sua AlphaTauri è danneggiata, tanto da non riuscire a tenere la pista.
La gara riprende nella sua valenza agonistica al sesto giro, e Verstappen passa subito, sul rettilineo dei box, Russell. La vettura del campione del mondo è comunque danneggiata nel fondo, dopo i contatti col britannico, nelle prime curve. Pérez prende la vetta della gara all'ottavo giro, sfruttando la maggiore velocità della sua monoposto, con l'uso del DRS. Leclerc è comunque capace di restare vicino al messicano, sfruttandone la scia, non consentendo così a Verstappen di rendersi pericoloso. Il monegasco cede solo nei giri finali, ma l'olandese non si avvicina a sufficienza. Al nono giro Oscar Piastri passa Norris. Nei giri successivi Albon cede anche a Stroll e Hamilton. Pérez vince la Sprint, davanti a Leclerc e Verstappen.
Il pilota messicano della Red Bull Racing conquista la prima Sprint in carriera, diventando il quarto vincitore diverso di questa sessione dopo essere stata introdotta nella stagione 2021, dopo Verstappen, Bottas e Russell. Pérez inoltre diventa il primo pilota a tagliare il traguardo in prima posizione sul circuito di Baku per due volte consecutive, dopo la vittoria nell'edizione precedente. Il Gran Premio, in cinque edizioni, non è stato mai vinto da uno stesso pilota. Pérez aveva ottenuto solo un terzo posto nelle sei Sprint precedenti della categoria, nel Gran Premio dell'Emilia-Romagna 2022. Leclerc, secondo, ottiene sette punti, più di quelli ottenuti nelle prime tre gare del campionato, classificandosi ottavo nel mondiale piloti. Russell ottiene la quarta posizione, eguagliando la miglior prestazione ottenuta nella gara del Gran Premio d'Arabia Saudita, mentre Sainz Jr., quinto, completa il piazzamento nelle prime cinque posizioni delle due Ferrari, terminando nella stessa posizione da cui è partito ed eguagliando il miglior risultato ottenuto sul circuito azero, durante la gara dell'edizione del 2018. Alonso, terminando sesto, ottiene i primi punti in una Sprint per lui e per l'Aston Martin. Con l'ottava posizione di Stroll, il costruttore inglese rimane secondo in classifica costruttori con sei punti di vantaggio sulla Mercedes. Hamilton termina settimo, 16"5 dal vincitore Pérez e a 8"5 dal compagno di scuderia Russell. La nona posizione di Albon è il più alto piazzamento per la Williams in stagione, la prima volta che il thailandese vede la bandiera scacchi dal Gran Premio del Bahrein, gara inaugurale del campionato. La sessione ha visto solo un ritiro, quello di Tsunoda per danni da incidente, mentre Sargeant non ha preso parte alla sessione a causa di un incidente durante la Sprint Shootout. Verstappen conduce la classifica piloti con un margine di 13 punti sul vincitore della Sprint Pérez.
Al termine della Sprint, Yuki Tsunoda viene convocato dai commissari sportivi per essere stato rimandato in pista al termine di un pit stop in condizioni non di sicurezza e per aver guidato la vettura sapendo di essere stata rilasciata dalla propria piazzola in condizioni non sicure. L'AlphaTauri viene multata di 5 000 euro da parte della Federazione.

### Risultati
I risultati della Sprint sono i seguenti:
| Pos | Nº | Pilota           | Costruttore                  | Giri | Tempo/Ritiro       | Griglia | Punti |
| --- | -- | ---------------- | ---------------------------- | ---- | ------------------ | ------- | ----- |
| 1   | 11 | Sergio Pérez     | Red Bull Racing-Honda RBPT   | 17   | 33'17"667          | 2       | 8     |
| 2   | 16 | Charles Leclerc  | Ferrari                      | 17   | +4"463             | 1       | 7     |
| 3   | 1  | Max Verstappen   | Red Bull Racing-Honda RBPT   | 17   | +5"065             | 3       | 6     |
| 4   | 63 | George Russell   | Mercedes                     | 17   | +8"532             | 4       | 5     |
| 5   | 55 | Carlos Sainz Jr. | Ferrari                      | 17   | +10"388            | 5       | 4     |
| 6   | 14 | Fernando Alonso  | Aston Martin Aramco-Mercedes | 17   | +11"613            | 8       | 3     |
| 7   | 44 | Lewis Hamilton   | Mercedes                     | 17   | +16"503            | 6       | 2     |
| 8   | 18 | Lance Stroll     | Aston Martin Aramco-Mercedes | 17   | +18"417            | 9       | 1     |
| 9   | 23 | Alexander Albon  | Williams-Mercedes            | 17   | +21"757            | 7       |       |
| 10  | 81 | Oscar Piastri    | McLaren-Mercedes             | 17   | +22"851            | 11      |       |
| 11  | 20 | Kevin Magnussen  | Haas-Ferrari                 | 17   | +27"990            | 13      |       |
| 12  | 24 | Zhou Guanyu      | Alfa Romeo-Ferrari           | 17   | +34"602            | 14      |       |
| 13  | 10 | Pierre Gasly     | Alpine-Renault               | 17   | +36"918            | 17      |       |
| 14  | 21 | Nyck de Vries    | AlphaTauri-Honda RBPT        | 17   | +41"626            | 18      |       |
| 15  | 27 | Nico Hülkenberg  | Haas-Ferrari                 | 17   | +48"587            | 12      |       |
| 16  | 77 | Valtteri Bottas  | Alfa Romeo-Ferrari           | 17   | +49"917            | 15      |       |
| 17  | 4  | Lando Norris     | McLaren-Mercedes             | 17   | +51"104            | 10      |       |
| 18  | 31 | Esteban Ocon     | Alpine-Renault               | 17   | +1'00"621          | PL      |       |
| Rit | 22 | Yuki Tsunoda     | AlphaTauri-Honda RBPT        | 2    | Danni da incidente | 16      |       |
| NP  | 2  | Logan Sargeant   | Williams-Mercedes            | 0    | Incidente          | –       |       |

## Gara

### Resoconto
Il pilota francese dell'Alpine, Esteban Ocon, e il pilota tedesco della Haas, Nico Hülkenberg, partono dalla pit lane a causa della modifica al setup delle sospensioni con le vettura sotto il regime di parco chiuso.
Charles Leclerc mantiene il comando, davanti a Verstappen e Pérez. Seguono Sainz Jr., Hamilton e le due Aston Martin. Leclerc riesce a resistere due giri a Verstappen che, grazie all'uso del DRS, può passare al comando alla fine del lungo rettifilo dei box. Il ferrarista non può resistere nemmeno all'altro pilota della Red Bull Racing, Pérez, che passa il monegasco nello stesso punto, anche se con meno facilità, al sesto giro. Alonso mette sotto pressione Hamilton che, già al decimo giro, opta per la prima sosta, passando alle gomme hard. Il giro successivo si ferma anche Max Verstappen, che segue la stessa strategia. Poco dopo Nyck de Vries colpisce con la gomma anteriore sinistra il muretto della curva 5 e per i danni riportati non può proseguire e ferma la vettura nella via di fuga. La direzione di gara immette in pista la vettura di sicurezza. Ne approfittano molti piloti per il cambio gomme. Questo fa retrocedere Verstappen in terza posizione, alle spalle di Pérez e Leclerc. Alle spalle del campione del mondo ci sono Sainz Jr., Alonso, Russell e Stroll.
Alla ripartenza Verstappen passa subito Leclerc, mentre Carlos Sainz Jr. si fa sorprendere da Alonso. Nei giri seguenti alla ripresa della gara nella sua valenza agonistica Lewis Hamilton, che era sceso in decima posizione, passa Hülkenberg, Ocon e Russell. Al diciannovesimo giro il britannico sfrutta un errore di Stroll, per passare sesto. Dopo venti giri Sergio Pérez ha un secondo e tre decimi di margine su Verstappen, nove secondi su Leclerc e 11"8 su Alonso. Successivamente Leclerc non tiene il ritmo delle Red Bull Racing, facendosi avvicinare da Alonso. Anche Hamilton è capace di ridurre visibilmente il ritardo da Sainz Jr.. Nei giri finali sia Leclerc che Alonso aumentano il loro ritmo, strappandosi a vicenda il giro veloce, che poi viene nuovamente conteso dalla coppia della Red Bull Racing. Dopo aver cambiato le gomme al penultimo giro, alla fine, è George Russell a conquistare il miglior giro della gara. Nel penultimo giro va ai box anche Esteban Ocon, che non aveva ancora cambiato gli pneumatici; al rientro ai box il pilota della Alpine si trova davanti un gruppo del personale della Federazione, pronti a preparare le recinzioni per la cerimonia del podio, spostandosi verso la zona del muretto. La bassa velocità delle vettura permette al pilota di evitare alcuni membri.
Sergio Pérez vince il sesto Gran Premio in carriera, vincendo due volte nello stesso weekend dopo il successo nella Sprint, la seconda vittoria in stagione dopo quella ottenuta nel Gran Premio d'Arabia Saudita, diventando il primo pilota a vincere due volte sul circuito di Baku in sei edizioni del Gran Premio d'Azerbaigian, dopo il trionfo nell'edizione del 2021. Per la Red Bull Racing è la quarta vittoria consecutiva in stagione, la novantaseiesima della propria storia, nonché la venticinquesima doppietta grazie al secondo posto di Verstappen, la terza della stagione e la prima dal Gran Premio d'Arabia Saudita, bissando il successo nel Gran Premio dopo quello dell'edizione precedente con l'olandese. Per il costruttore di Milton Keynes è il quarto successo complessivo nel Gran Premio di Azerbaigian, il terzo consecutivo, rafforzando il record del maggior numero di successi a Baku. Per Verstappen è l'ottantunesimo podio, il quale sorpassa il numero totale di podi di Ayrton Senna nel giorno che precede l'anniversario della morte del brasiliano avvenuta nel Gran Premio di San Marino 1994. Per il campione del mondo è solamente il secondo podio a Baku dopo la vittoria nel 2022. Leclerc, terzo, al venticinquesimo podio in carriera, segna il primo podio per la Ferrari in stagione. Il monegasco ottiene 22 punti totali in questo weekend, dopo averne ottenuti solamente sei dopo le prime tre gare dell'anno. Alonso, quarto, termina nelle prime quattro posizioni in ogni gara del campionato fin qui disputata, mancando l'accesso al podio per la quarta gara consecutiva per 0"807. Lo spagnolo termina nei primi cinque per la prima volta sul circuito azero. L'Aston Martin è sempre riuscita a terminare nelle prime sei posizioni nel Gran Premio d'Azerbaigian con almeno una vettura. Dopo aver terminato in quinta posizione, Sainz Jr. è il pilota più alto classificato nel mondiale piloti, al quinto posto generale, senza aver terminato a podio in stagione. Lo spagnolo eguaglia la miglior prestazione a Baku, il quinto posto con la Renault nell'edizione del 2018. Il sesto posto di Hamilton è il peggior risultato in stagione. La Mercedes taglia il traguardo a oltre 45 secondi dal vincitore Pérez, come accaduto nel Gran Premio del Bahrein, gara inaugurale. Stroll è settimo, non avendo conquistato punti in stagione solamente per una volta, nel Gran Premio d'Arabia Saudita. Russell termina ottavo e conquista il giro veloce nell'ultimo giro, il sesto della sua carriera. Il britannico ottiene gli stessi punti di quelli ottenuti nella Sprint con il quarto posto. La McLaren conquista punti per la seconda gara di fila con il nono posto di Norris, posizione ottenuta dal britannico anche nell'edizione precedente. Tsunoda termina decimo, con i suoi ultimi cinque risultati appannaggio di tre undicesimi posti e di due decimi posti. Con Gasly quattordicesimo e Ocon quindicesimo, l'Alpine non ottiene punti per due gare consecutive, dopo non aver ottenuto punti solamente in tre Gran Premi nel campionato precedente. Le ultime cinque vittorie del trionfatore Pérez, su sei in totale in carriera, sono arrivate su circuiti cittadini. Per il messicano è il quinto podio a Baku, mantenendo il record del maggior numero di podi, più di qualsiasi altro pilota. Pérez chiude davanti a Verstappen nelle ultime due doppiette del costruttore, cosa mai avvenuta in precedenza, accorciando il distacco in classifica piloti a sei punti. I due piloti della Red Bull Racing condividono lo stesso numero di successi in stagione con due Gran Premi a testa. Pérez ottiene 33 dei 34 punti possibili conquistabili visto la disputa della Sprint, dopo la vittoria e gli otto punti presi in questa sessione e i 25 della gara, mancando il punto addizionale del giro veloce ottenuto da Russell. La Red Bull Racing ottiene una doppietta nel weekend dell'ottantesimo compleanno del dirigente sportivo Helmut Marko. Per la prima volta la Red Bull Racing conquista due doppiette consecutive sullo stesso tracciato dall'edizione 2010 e 2011 del Gran Premio del Brasile. Per l'ottava volta consecutiva, Leclerc non vince una corsa dopo aver ottenuto la pole position, la striscia più lunga dalle dieci di fila di Nelson Piquet dal 1984 al 1987. Il pilota della Ferrari diventa solamente il quinto pilota differente a salire sul podio dopo le prime quattro gare, dietro a Pérez, Verstappen, Alonso e Hamilton. Il ritiro di Zhou è stato il primo per l'Alfa Romeo in stagione, mentre De Vries è ritirato per la prima volta in carriera. Il giro veloce del Gran Premio è stato ottenuto per le duecentesima volta da una vettura motorizzata Mercedes.
Sono stati cancellati due tempi dai commissari sportivi ai piloti per non aver rispettato i limiti della pista, durante la gara. Si sono visti cancellare il tempo Lance Stroll (alla curva 19) e George Russell (alla curva 1).

### Risultati
I risultati del Gran Premio sono i seguenti:
| Pos | Nº | Pilota           | Costruttore                  | Giri | Tempo/Ritiro     | Griglia | Punti |
| --- | -- | ---------------- | ---------------------------- | ---- | ---------------- | ------- | ----- |
| 1   | 11 | Sergio Pérez     | Red Bull Racing-Honda RBPT   | 51   | 1h32'42"436      | 3       | 25    |
| 2   | 1  | Max Verstappen   | Red Bull Racing-Honda RBPT   | 51   | +2"137           | 2       | 18    |
| 3   | 16 | Charles Leclerc  | Ferrari                      | 51   | +21"217          | 1       | 15    |
| 4   | 14 | Fernando Alonso  | Aston Martin Aramco-Mercedes | 51   | +22"024          | 6       | 12    |
| 5   | 55 | Carlos Sainz Jr. | Ferrari                      | 51   | +45"491          | 4       | 10    |
| 6   | 44 | Lewis Hamilton   | Mercedes                     | 51   | +46"145          | 5       | 8     |
| 7   | 18 | Lance Stroll     | Aston Martin Aramco-Mercedes | 51   | +51"617          | 9       | 6     |
| 8   | 63 | George Russell   | Mercedes                     | 51   | +1'14"240        | 11      | 5     |
| 9   | 4  | Lando Norris     | McLaren-Mercedes             | 51   | +1'20"376        | 7       | 2     |
| 10  | 22 | Yuki Tsunoda     | AlphaTauri-Honda RBPT        | 51   | +1'23"862        | 8       | 1     |
| 11  | 81 | Oscar Piastri    | McLaren-Mercedes             | 51   | +1'26"501        | 10      |       |
| 12  | 23 | Alexander Albon  | Williams-Mercedes            | 51   | +1'28"623        | 12      |       |
| 13  | 20 | Kevin Magnussen  | Haas-Ferrari                 | 51   | +1'29"829        | 16      |       |
| 14  | 10 | Pierre Gasly     | Alpine-Renault               | 51   | +1'31"332        | 17      |       |
| 15  | 31 | Esteban Ocon     | Alpine-Renault               | 51   | +1'37"794        | PL      |       |
| 16  | 2  | Logan Sargeant   | Williams-Mercedes            | 51   | +1'40"943        | 14      |       |
| 17  | 27 | Nico Hülkenberg  | Haas-Ferrari                 | 50   | +1 giro          | PL      |       |
| 18  | 77 | Valtteri Bottas  | Alfa Romeo-Ferrari           | 50   | +1 giro          | 13      |       |
| Rit | 24 | Zhou Guanyu      | Alfa Romeo-Ferrari           | 36   | Surriscaldamento | 15      |       |
| Rit | 21 | Nyck de Vries    | AlphaTauri-Honda RBPT        | 9    | Incidente        | 18      |       |

George Russell riceve un punto addizionale per aver segnato il giro più veloce della gara.

## Classifiche mondiali

### Piloti
| Pos | Pilota           | Punti |
| --- | ---------------- | ----- |
| 1   | Max Verstappen   | 93    |
| 2   | Sergio Pérez     | 87    |
| 3   | Fernando Alonso  | 60    |
| 4   | Lewis Hamilton   | 48    |
| 5   | Carlos Sainz Jr. | 34    |
| 6   | Charles Leclerc  | 28    |
| 7   | George Russell   | 28    |
| 8   | Lance Stroll     | 27    |
| 9   | Lando Norris     | 10    |
| 10  | Nico Hülkenberg  | 6     |
| 11  | Oscar Piastri    | 4     |
| 12  | Valtteri Bottas  | 4     |
| 13  | Esteban Ocon     | 4     |
| 14  | Pierre Gasly     | 4     |
| 15  | Zhou Guanyu      | 2     |
| 16  | Yuki Tsunoda     | 2     |
| 17  | Alexander Albon  | 1     |
| 18  | Kevin Magnussen  | 1     |

### Costruttori
| Pos | Costruttore                  | Punti |
| --- | ---------------------------- | ----- |
| 1   | Red Bull Racing-Honda RBPT   | 180   |
| 2   | Aston Martin Aramco-Mercedes | 87    |
| 3   | Mercedes                     | 76    |
| 4   | Ferrari                      | 62    |
| 5   | McLaren-Mercedes             | 14    |
| 6   | Alpine-Renault               | 8     |
| 7   | Haas-Ferrari                 | 7     |
| 8   | Alfa Romeo-Ferrari           | 6     |
| 9   | AlphaTauri-Honda RBPT        | 2     |
| 10  | Williams-Mercedes            | 1     |

## Decisioni della FIA
Al termine della gara, i rappresentanti della Federazione vengono convocati dai commissari sportivi in quanto parte del personale ha bloccato la corsia della pit lane durante l'ultimo giro del Gran Premio mentre quest'ultima è rimasta aperta. Proprio negli istanti in cui il personale di servizio stava preparando le recinzioni per la cerimonia del podio, a gara ancora in corso e con la corsia box ancora aperta, la scuderia francese Alpine ha richiamato il connazionale Esteban Ocon per il cambio gomme, con il pilota che, per poco, non ha colpito alcuni membri del personale presente all'ingresso della pit lane. I commissari sportivi hanno considerato che è stato fortunoso che non ci siano state gravi conseguenze per quanto accaduto. Essi hanno esaminato in dettaglio le procedure e i protocolli pertinenti con i rappresentanti della FIA e hanno richiesto loro di adottare misure immediate per riconsiderare queste procedure con le parti interessate per garantire che questa situazione non si verifichi più. I rappresentanti della FIA hanno espresso il loro rammarico per quanto accaduto e hanno assicurato di adottare queste misure in tempo per la prossima gara.